# Каріатиди Амфіполіса

Каріатиди Амфіполіса, фото експедиції, 2014 рік

Каріатиди Амфіполіса — каріатиди, які були знайдені при розкопках Гробниці Амфіполіса , Центральна Македонія, в вересні 2014 року. Їх виявила команда дослідників на чолі з Катериною Перістері. За повідомленнями грецького міністерства культури статуї представляють собою вершину художньої цінності для своєї епохи.

## Історія знахідки
6 вересня 2014 року під час розкопок Гробниці в Амфіполісі
були виявлені дві каріатиди, які виготовлені з мармуру з острова Тасос. Каріатиди стояли між двома мармуровими колонами, що підтримують балку. Перед каріатидами розташована друга кам'яна стінка шириною 4,5 метра, виконана в техніці стіни-входу в гробницю. Ця стіна демонструє, що творці гробниці не пошкодували зусиль для того, щоб не допустити проникнення в неї. Фігури каріатид, на яких є сліди червоного і синього кольорів, відносяться до типу давньогрецької скульптури Кори.

## Опис
Обличчя західної каріатиди збереглося повністю, у східної воно відсутнє. Частини лиця східної каріатиди знайшли під час розкопок і віднесли до скульптури. Каріатиди мають висоту 2,27метра. Каріатиди стоять на мармурових тумбах довжиною 1,33 метра і шириною 0,68 метра. Відстань між ними дорівнює 1,68 метри. Фігури одягнені в довгий хітон з рукавами та бахромою і багатим драпіруванням. На одязі залишилися сліди синьої і червоної фарби. Каріатиди притримують руками туніки. Права рука західної каріатиди і ліва рука східної були витягнуті так, що символічно перекривали вхід в третю камеру. Голови каріатид прикрашають густі кучері, які падають на плечі і укладені за вуха. В вуха були просунуті сережки, пальці ніг мають високу деталізацію. Каріатиди виконані тою ж технікою, що і сфінкси, які були знайдені в гробниці раніше. В наносному шарі піску знайдені фрагменти скульптур: частини долоні та дрібні фрагменти пальців, це залишає можливість виявлення й інших частин.
Автор книги «У пошуках гробниці Олександра Великого» Ендрю Чагг (Andrew Chugg) повідомляє, що орнаменти та декоративні елементи в амфіполіській гробниці дуже нагадують ті, що були виявлені в могилі Філіппа II, батька Александра Великого. «Каріатиди є воістину вражаючою знахідкою. Той факт, що могилу охороняли аж дві пари скульптур — каріатиди і сфінкси — вказує на те, що в гробниці похований не хтось інший, а цариця. Я вважаю, що це може бути місцем упокоєння  Олімпіади Епірської, матері Александра», — говорить Чагг,.
«Каріатиди викликають почуття благоговіння і змушують йти вперед» — так описує свої враження Костас Варотсас, відомий грецький скульптор.